# Lepidozona tenuicostata
Lepidozona tenuicostata är en blötdjursart som beskrevs av Kaas och Van Belle 1990. Lepidozona tenuicostata ingår i släktet Lepidozona och familjen Ischnochitonidae. Inga underarter finns listade i Catalogue of Life.